# Tenney Frank

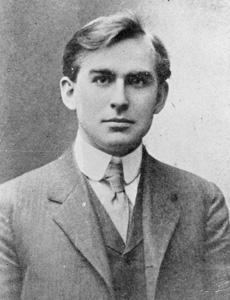
Tenney Frank

Tenney Frank (* 19. Mai 1876 in Clay Center, Kansas; † 3. April 1939 in Oxford) war ein US-amerikanischer Althistoriker.

## Leben
Tenney Frank studierte an der University of Kansas, wo er 1898 den Bachelorgrad und 1899 den Mastergrad erreichte. Nach kurzer Zeit als Lehrer ging er 1901 als Instructor of Latin an die Universität Chicago, wo er 1903 promoviert wurde. 1904 wechselte er als Associate Professor an das Bryn Mawr College, wo er 1906 zum Full Professor ernannt wurde. Von 1910 bis 1911 vertiefte Frank seine Studien in Deutschland an den Universitäten zu Göttingen und Berlin. Im Jahr 1916/1918 war er Annual Professor an der American Academy in Rome.
1919 wechselte Frank als Professor of Latin an die Johns Hopkins University, wo er bis zu seinem Tod lehrte und forschte. Gastprofessuren führten ihn an das Bryn Mawr College (Horace White Lecturer, 1929), an die University of California, Berkeley (Sather Professor, 1929/1930), an das Oberlin College (Martin Lecturer, 1931) und nach London (1930/1931, Lecturer der Hertz-Stiftung der British Academy). Frank blieb auch weiterhin mit der American Academy in Rome verbunden, wurde für das Jahr 1928/1929 zum Präsidenten der American Philological Association gewählt und war seit 1920 Mitherausgeber, seit 1936 Herausgeber des American Journal of Philology. 1935 wurde er in die American Academy of Arts and Sciences gewählt. Seit 1927 war er gewähltes Mitglied der American Philosophical Society und seit 1934 korrespondierendes Mitglied der British Academy. Er starb während eines Aufenthaltes an der Universität Oxford, wo er 1938/1939 George Eastman Visiting Professor war.
Tenney Frank lehrte an der Universität stets lateinische Literatur und Sprache. Seine Forschung war neben der römischen Dichtung (Catull, Vergil, Horaz) besonders der römischen Geschichte gewidmet. Sein Schwerpunkt war die Wirtschaftsgeschichte des römischen Reiches, die er seit 1914 in mehreren Monografien und zahlreichen Aufsätzen behandelte. Sein Hauptwerk ist die fünfbändige Reihe An Economic Survey of Ancient Rome (1933–1940), die nach geografischen Regionen geordnet ist. Frank selbst verfasste den ersten und fünften Band und redigierte die übrigen drei, an denen bedeutende Althistoriker aus verschiedenen Ländern beteiligt waren: Thomas Robert Shannon Broughton, Robin George Collingwood, Albert Grenier, Richard Mansfield Haywood, Fritz Moritz Heichelheim, Jakob Larsen, John James Van Nostrand und Vincent Scramuzza.

## Schriften (Auswahl)
- Roman Imperialism. New York 1914 (online).
- An Economic History of Rome to the End of the Republic. Baltimore 1920 (online). Zweite, überarbeitete und erweiterte Auflage, Baltimore 1927
- Vergil: A Biography. New York 1922 (online; Volltext im Project Gutenberg)
- A History of Rome. New York 1923
- Roman Buildings of the Republic. New York 1928
- Catullus and Horace: Two Poets in their Environment. New York 1928
- Life and Literature in the Roman Republic. Berkeley 1930
- Aspects of Social Behavior in Ancient Rome. Cambridge (Massachusetts) 1932
- An Economic Survey of Ancient Rome. Fünf Bände, Baltimore 1933–1940